# Y de Cachemira, chales
Y de Cachemira, chales es una obra de teatro, de Ana Diosdado, estrenada en 1976.

## Argumento
Tras una catástrofe nuclear, Juan, un caballero maduro que fue exitoso hombre de negocios vive refugiado en los sótanos de unos grandes almacenes, junto a los jóvenes Biel y Espe, invidente. Del mundo exterior llega Dani y comienza a surgir, entre los jóvenes, la necesidad de salir del refugio, contra la oposición de Juan. En una catarsis final, Espe incendia los almacenes y, en la lucha por escapar, Biel acaba con la vida de Juan. 

## Estreno
- Teatro Valle-Inclán, Madrid, 10 de septiembre de 1976.
  - Dirección: Ana Diosdado.
  - Música: Alberto Boubón.
  - Escenografía: Antonio Cortés
  - Intérpretes: Nicolás Dueñas (Dany), Jaime Blanch (Biell), Narciso Ibáñez Menta (Juan), Sandra Sutherland (Espe).